# Asteia indica
Asteia indica är en tvåvingeart som beskrevs av Papp 1974. Asteia indica ingår i släktet Asteia och familjen smalvingeflugor. Inga underarter finns listade i Catalogue of Life.